# Distomus hupferi
Distomus hupferi är en sjöpungsart som först beskrevs av Wilhelm Michaelsen 1904.  Distomus hupferi ingår i släktet Distomus och familjen Styelidae. Inga underarter finns listade i Catalogue of Life.